# Magdalena Gerber
Magdalena Gerber (* 1966 in Langnau im Emmental) ist eine Schweizer Keramikerin, Designerin und Kunstlehrerin.

## Werk
Magdalena Gerber studierte in Bern und Genf, wo sie seit 2001 an der École d’Art et de Design unterrichtet. Von 2004 bis 2006 absolvierte sie einen Executive Master in Art/Design & Innovation an der Hochschule für Gestaltung und Kunst Basel. Gerber arbeitet vornehmlich mit Keramik und Porzellan. 
An der École d’Art et de Design ist sie seit 2013 für die Abteilung «CERCO» verantwortlich. Dort unterrichtet sie seit 2007 den Aufbaustudiengang «REAL» für Keramik und Polymere. Zudem gibt sie Kurse zu Materialien und Methodik in den Bereichen Design, Mode und Schmuck sowie Innenarchitektur. Von 2011 bis 2013 leitete sie das Forschungsprojekt «GraphicCeram».
Magdalena Gerber stellt ihre Werke regelmässig in Einzel- und Gruppenausstellungen im In- und Ausland aus.